# DzieńDobry
DzieńDobry – trójmiejski zespół bluesowo-funkowy, założony w 1993 r. przez Jacka Siciarka, wokalistę, gitarzystę, kompozytora i autora tekstów. Na przestrzeni lat 1995–1999 grupa wygrała szereg krajowych festiwali i przeglądów.
Zespół grał na kilku bardziej znaczących polskich festiwalach bluesowych. W 1994 roku zdobył pierwszą nagrodę podczas szczecińskiej Bluesady. Wystąpił na dużej scenie Rawa Blues Festival (podczas szesnastej i siedemnastej edycji, odpowiednio w 1996 i 1997 roku). Również w 1997 roku zespół zagrał podczas Olsztyńskich Nocy bluesowych, gdzie w części konkursowej zajął drugie miejsce. Zespół występował również podczas festiwali Blues Express (w latach 1996–1998 oraz 2001) oraz Blues nad Bobrem w Bolesławcu. W 2005 roku zespół wystąpił podczas drugiej edycji Gdynia Blues Festiwal.

## Podstawowy skład
- Jacek Siciarek – gitara, śpiew
- Maciek Warda – gitara basowa
- Karol Skrzyński – perkusja